# Aigurande
Aigurande település Franciaországban, Indre megyében. Lakosainak száma 1329 fő (2022. január 1.). Aigurande Lourdoueix-Saint-Pierre, La Forêt-du-Temple, Méasnes, La Buxerette, Crozon-sur-Vauvre és Montchevrier községekkel határos.

## Népesség
A település népességének változása:
| Lakosok száma | 2315 | 2180 | 1932 | 1658 | 1504 | 1458 | 1428 | 1420 | 1390 | 1329 |
|               | 1968 | 1982 | 1990 | 2006 | 2013 | 2015 | 2017 | 2019 | 2020 | 2022 |